# Anopheles stephensi
Anopheles stephensi är en art i insektsordningen tvåvingar, av underordningen myggor och familjen stickmyggor. Myggans larver förekommer i vatten, där de livnär sig på mikroorganismer. Som vuxna, flygande myggor äter hanarna nektar, men honorna behöver blod från däggdjur för att kunna utveckla ägg. Arten är en så kallad biologisk vektor för spridningen av malaria bland både människor och djur, och sprider då främst malaria-arterna Plasmodium berghei och Plasmodium falciparum. Typarten A. stephensi stephensi sensu stricto är en viktig spridare av malaria till människor, även i stadsmiljö. Underarten A. stephensi mysorensis föredrar att suga blod från djur och sprider därför inte malaria till människor lika ofta, oavsett den förekommer i urbana områden eller på landsbygden. Den sprider dock malaria till gnagare.

## Utbredning
Den förekommer främst på den indiska subkontinenten (utom i Nepal och på Sri Lanka), men återfinns också i Afghanistan, Irak, Iran, Kina, Myanmar, Pakistan och Thailand.

## Habitat
I urbana områden lever larver av A. stephensi i många olika akvatiska miljöer, såsom i dammar, bäckar, myrar, kärr och andra stillastående vatten. De återfinns ibland också i mycket små och synnerligen temporära vattensamlingar, såsom i håligheter i träd, i bladveck på växter, regnvattenfyllda hov- och klövavtryck från djur. I områden där människor lever tycks larver av underarten A. stephensi mysorensis nästan uteslutande förekomma i stenkrukor och behållare av lergods. Larverna kan dessutom även överleva i vatten med hög salinitet, och arten förökar sig även i områden där salthalten i vattnet är lika med eller till och med högre än i havsvatten.